# Fiorino renano
Il fiorino renano o fiorino del Reno (in tedesco Rheinischer Gulden, in latino florenus rheni) è la moneta d'oro del XIV e XV secolo che circolava nella zona del Reno. Nelle tariffe italiane dell'epoca è anche indicato con il nome di rainese.
Fu coniato per la prima volta dai principi vescovi di Colonia, Treviri e Magonza e dall'elettore del Palatinato, che formarono nel 1386 la lega monetaria del Reno (in tedesco Rheinischer Münzverein). Il fiorino renano rimase la principale moneta usata negli scambi commerciali nella Germania occidentale.
Aveva un titolo più basso rispetto al fiorino ed al ducato che circolavano allora in Italia. Ad esempio mentre il ducato di Venezia valeva 6 lire il rainese ne valeva 4.
Nel 1559 fu coniato il Reichsguldiner, una moneta d'argento il cui valore era equivalente al fiorino renano.

## Storia
Il fiorino renano ebbe origine dopo che gli arcivescovi di Colonia Treviri e Magonza, avendo dato il loro sostegno all'elezione di Carlo IV, furono premiati con il titolo di principi elettori (con la promulgazione della Bolla d'oro del 1356) e il privilegio di poter battere monete d'oro. Il privilegio fu concesso a Treviri il 25 novembre 1346, a Colonia, il 26 novembre 1346 e a Magonza il 22 gennaio 1354.
Grazie all'ampia coniazione del fiorino d'oro da parte dei principi elettori di Colonia, Magonza, Treviri e del Palatinato il fiorino crebbe in importanza nel XIV e nel XV secolo e divenne la moneta di scambio nella regione del Reno. A causa delle carenze di oro la coniazione del fiorino d'oro diminuì alla fine del XV e nel XVI secolo. Furono addirittura coniati fiorini con metà del contenuto aureo previsto.

## Fine
Con il Reichsmünzordnung (ordinanza monetaria imperiale) come moneta di riferimento fu scelto l'equivalente in argento del fiorino aureo (Reichsguldiner). Come moneta d'oro il fiorino fu gradualmente sostituito dal ducato. Come moneta di conto, il fiorino renano fino al XVII secolo aveva il valore di 60 Kreuzer.